# 宋範根
宋範根（韓語：송범근，1997年10月15日—），韩国足球运动员，现效力于K1聯賽球队全北现代。

## 俱乐部生涯

### 全北現代
2018年2月20日，在2018年亚足联冠军联赛小组赛对傑志的比赛中，宋範根完成了他的职业生涯首秀。

### 湘南比馬
2023年2月11日，湘南比馬官方宣佈宋範根加盟球會。

## 国家队生涯
2021年6月30日，宋範根入選韓國國奧隊參加東京奧運會的18人名單。
2022年11月12日，韓國隊宣布了2022年國際足協世界盃的最终阵容，宋範根為其中一員。

## 榮譽

### 俱樂部
全北現代
- K聯賽1：2018、2019、2020、2021
- 韓國足協盃：2020、2022

## 外部連結
- 宋範根在kleague.com上的出场纪录